# Shi Jingnan
Shi Jingnan (n. 7 aprilie 1994, Daqing⁠(d), Republica Populară Chineză) este un sportiv ce a reprezentat Republica Populară Chineză, medaliat olimpic. A participat la o ediție a Jocurilor Olimpice (2014) în care a câștigat o medalie de bronz.

## Participări
Lista de mai jos prezintă principalele competiții la care a participat Shi Jingnan de-a lungul carierei.
- short track speed skating at the 2014 Winter Olympics – men's 5000 metre relay[*]